# Дрвеник (Градаць)
Дрвеник (хорв. Drvenik) — населений пункт у Хорватії, у Сплітсько-Далматинській жупанії у складі громади Градаць.

## Населення
Населення за даними перепису 2011 року становило 494 осіб.
Динаміка чисельності населення поселення:

## Клімат
Середня річна температура становить 14,45 °C, середня максимальна – 26,23 °C, а середня мінімальна – 2,45 °C. Середня річна кількість опадів – 903 мм.
| Клімат поселення                              | Клімат поселення | Клімат поселення | Клімат поселення | Клімат поселення | Клімат поселення | Клімат поселення | Клімат поселення | Клімат поселення | Клімат поселення | Клімат поселення | Клімат поселення | Клімат поселення | Клімат поселення |
| Показник                                      | Січ.             | Лют.             | Бер.             | Квіт.            | Трав.            | Черв.            | Лип.             | Серп.            | Вер.             | Жовт.            | Лист.            | Груд.            |                  |
| Середній максимум, °C                         | 10,31            | 10,46            | 12,90            | 16,17            | 21,18            | 25,15            | 26,23            | 26,18            | 22,04            | 18,01            | 13,37            | 10,21            |                  |
| Середня температура, °C                       | 6,39             | 6,51             | 8,98             | 12,25            | 17,25            | 21,22            | 23,71            | 23,66            | 19,52            | 15,48            | 10,85            | 7,69             |                  |
| Середній мінімум, °C                          | 2,45             | 2,58             | 5,03             | 8,32             | 13,32            | 17,27            | 21,17            | 21,12            | 16,99            | 12,95            | 8,32             | 5,16             |                  |
| Норма опадів, мм                              | 88               | 77               | 79               | 74               | 61               | 50               | 35               | 50               | 72               | 101              | 116              | 100              |                  |
| Середньомісячна швидкість вітру, м/с          | 3.49             | 3.84             | 3.89             | 3.48             | 3.05             | 2.83             | 2.85             | 2.68             | 3.03             | 3.17             | 3.88             | 4.03             |                  |
| Середньомісячна сонячна радіація, кДж/м²·день | 5653             | 8291             | 12020            | 16451            | 20047            | 23112            | 24785            | 22033            | 16334            | 10529            | 6102             | 4758             |                  |
| --------------------------------------------- | ---------------- | ---------------- | ---------------- | ---------------- | ---------------- | ---------------- | ---------------- | ---------------- | ---------------- | ---------------- | ---------------- | ---------------- | ---------------- |
| Джерело:                                      |                  |                  |                  |                  |                  |                  |                  |                  |                  |                  |                  |                  |                  |